# (11781) Alexroberts
(11781) Alexroberts est un astéroïde de la ceinture principale.

## Description
(11781) Alexroberts est un astéroïde de la ceinture principale. Il fut découvert le 7 août 1966 à Bloemfontein par l'observatoire Boyden. Il présente une orbite caractérisée par un demi-grand axe de 2,36 UA, une excentricité de 0,12 et une inclinaison de 7,3° par rapport à l'écliptique.

## Compléments